# Cornelis Lely
Cornelis Lely (født 23. september 1854 i Amsterdam i Holland, død 14. januar 1929 i Haag) var en hollandsk civilingeniør i hydroteknik og infrastrukturminister (Ministerie van Verkeer en Waterstaat).
Lely er kendt for at i 1891 have lavet en plan for hvorledes bugten Zuiderzee skulle lukkes med en stor dæmning. Planen fremlagdes 1913 men blev udskudt og atter fremsat i 1917. Parlamentet vedtog Zuiderzee Act, at bygge Afsluitdijk (aflukningsdige) i 1918. Byggeriet afsluttedes i 1932.

## Liv og gerning
Cornelis Lely blev født i Amsterdam som søn af en oliefrøhandlende. Han gik i Hogere Burgerschool (HBS). Han studerede senere ved den polytekniske læreanstalt i Delft og dimitterede som civilingeniør i 1875.

### Dæmningsprojektet
Mellem 1886 og 1891 var Lely leder af et teknisk forskningsteam, der udforskede mulighederne for at inddæmme Zuiderzee, hvilket senere blev godkendt af en statslig kommissionen.
Lely var tre gange minister for transport og vandforvaltning (henholdsvis i 1891-1894, 1897-1901, og 1913-1918), og i denne rolle var han enormt indflydelsesrig som fortaler for gennemførelsen af sine egne planer. Ordningen blev dog endelig godkendt og realiseret først efter alvorlige oversvømmelser ved bredderne af Zuiderzee i 1916.

### Medlem af videnskabernes akademi
I 1895 blev Lely medlem af "Koninklijke Nederlandsche Akademie van Wetenschappen".

### Nederlands guvernør
Lely var guvernør i Surinam fra 1902 til 1905.

## Hædersbevisninger
Byen Lelystad, der ligger i den østlige Flevoland kog og er hovedstad i Flevoland-provinsen, blev opkaldt efter ham. Flagene i provinsen og i byen er begge prydet med en hvid fleur-de-lys for at markere hans betydning.
I byen Amsterdam er "Cornelis Lelylaan", en større færdselsåre, opkaldt efter ham og Amsterdam Lelylaan, en af byens vigtigste jernbanestationer, er beliggende ved denne vej.
I 1905 blev den surinamsk landsby Kofi Djompo omdøbt Lelydorp til hans ære; Lely stod bag opførelsen af en ny jernbane fra Paramaribo, der gik gennem området. Det meste af jernbanen er nu forsvundet, men Lelydorp overlevede og er nu hovedstad i Wanica distriktet. Det ligger på vejen fra Paramaribo til Johan Adolf Pengel internationale Lufthavn.
En statue af Lely står på den vestlige punkt ved Afsluitdijk. Den blev udført af Mari Andriessen og indviet den 23. september 1954 på 100-årsdagen for Lelys fødsel. En kopi af denne statue står midt i Lelystad på et 35 meter højt tårn af basaltblokke, udformet af Hans van Houwelingen. I Lelystad rådhus er der en statue af Lely lavet af Piet Esser.